# Liouville (Mondkrater)
Liouville ist ein kleiner Einschlagkrater am östlichsten Rand der Mondvorderseite, südöstlich des Mare Undarum und östlich des etwa gleich großen Kraters Respighi.
Der Krater ist schüsselförmig und nur wenig erodiert.
Der Krater wurde 1973 von der IAU nach dem französischen Mathematiker Joseph Liouville offiziell benannt.